# R. c. Stinchcombe
Pour les articles homonymes, voir Stinchcombe.
 (mars 2024).
R. c. Stinchcombe [1991] 3 R.C.S. 326 est une décision historique de la Cour suprême du Canada sur la divulgation de preuves dans un procès et est considérée par la plupart comme l'une des affaires de droit pénal les plus importantes de la décennie[réf. nécessaire]. 
La Cour a conclu que le ministère public avait le devoir de fournir à la défense tous les éléments de preuve qui pourraient être pertinents pour l'affaire, peu importe si le ministère public prévoit ou non de présenter ces éléments de preuve au procès, ou si cela aide ou nuit à la cause du ministère public. Cette affaire a réglé la question de longue date de savoir si le ministère public pouvait délibérément refuser la preuve de la défense qui, selon lui, serait préjudiciable à leur cause.

## Les faits
William Stinchcombe, un avocat, a été accusé de vol et de fraude. L'un des témoins du ministère public, un ancien secrétaire de Stinchcombe, avait témoigné à l'enquête préliminaire à l'appui de la position de la défense. Plus tard, une déclaration lui a été prise par un agent de la GRC, cependant, au procès, la défense s'est vu refuser l'accès au contenu de la déclaration. Lorsque le ministère public a décidé de ne pas utiliser la déclaration, la défense en a fait la demande. Le juge a refusé de le fournir et l'accusé a finalement été condamné.

## Motifs du jugement
Le juge Sopinka, écrivant au nom d'une Cour à l'unanimité, a statué que le juge avait eu tort de refuser la demande de la défense, car le ministère public avait l'obligation de divulguer tous les éléments de preuve.
Le ministère public a l'obligation de divulguer, mais il n'a qu'une obligation de divulguer des éléments de preuve essentiels qui, selon lui, aideront la défense. S'ils croient que cela n'aidera pas l'affaire, la Couronne n'est pas obligée de divulguer, comme l'a déclaré la juge McLachlin dans R. c, Kennedy.
«  Le ministère public est tenu en droit de divulguer à la défense tous les renseignements pertinents.  Les fruits de l'enquête qui se trouvent en sa possession n'appartiennent pas au ministère public pour qu'il s'en serve afin d'obtenir une déclaration de culpabilité, mais sont plutôt la propriété du public qui doit être utilisée de manière à s'assurer que justice soit rendue. »
L'obligation, écrit Sopinka, découle du droit d'un accusé de présenter une défense pleine et entière, qui a été consacré par l'article 7 de la Charte. Ce devoir, cependant, est toujours soumis à des règles de privilège.